# Plac Strzelecki we Wrocławiu

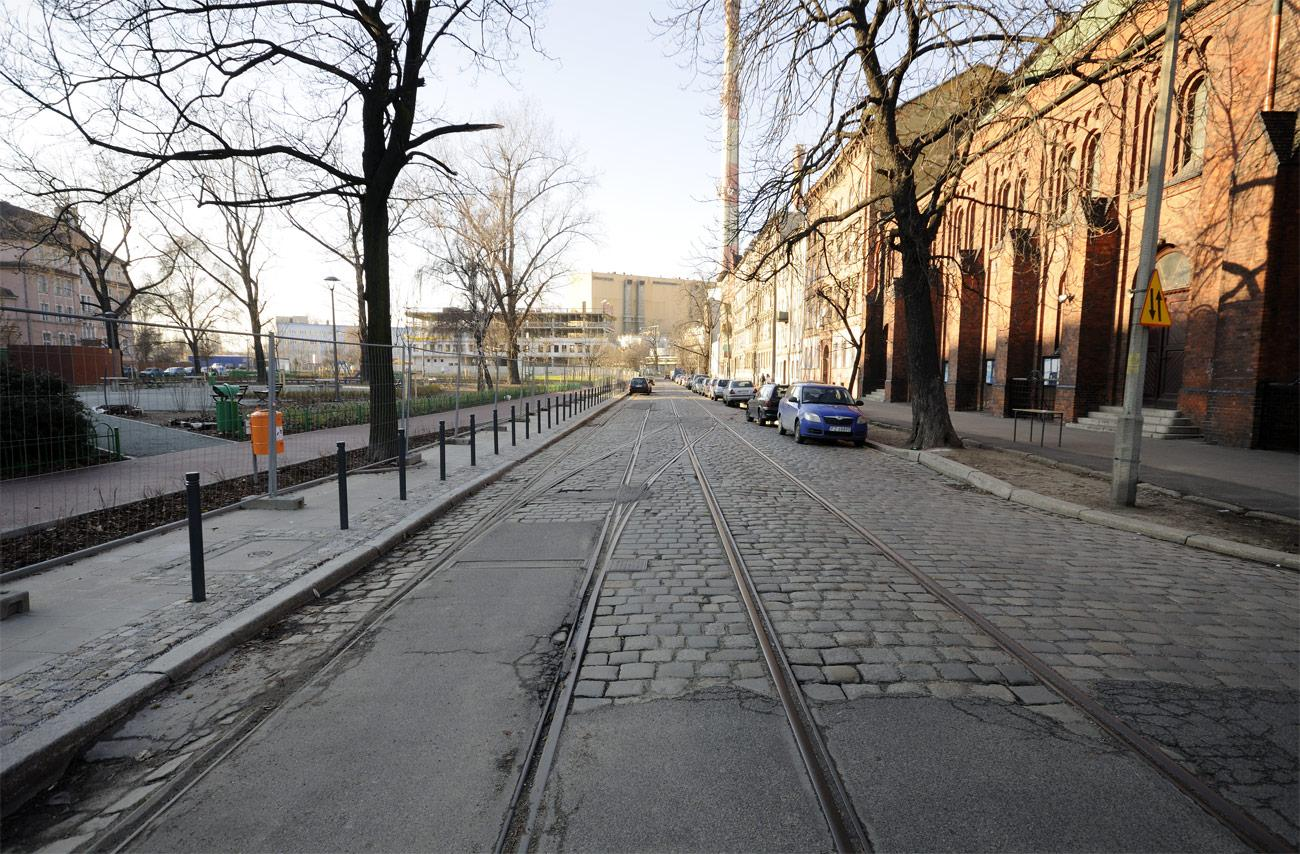
Jezdnia północna placu (2011 r.).

Plac Strzelecki (Schießwerder Platz, Karola Marksa) – plac położony we Wrocławiu na osiedlu Nadodrze (dawniej Przedmieście Odrzańskie, Oder Vorstadt), w obrębie dzielnicy Śródmieście. Plac ma kształt zbliżony do prostokąta, a centralnym elementem jego kompozycji jest skwer otoczony ulicami, nazwany Skwerem Sybiraków. Do tego placu przynależy także obszar kształtem zbliżony do trójkąta, w rejonie ulic Ptasiej i Kurkowej. Jego nazwa współczesna, jak również wcześniejsza nazwa niemiecka Schießwerder Platz, odnoszą się do istniejącej tu niegdyś strzelnicy Schiesswerder – Kępa Strzelecka.

## Historia
W połowie XVIII wieku w rejonie placu istniały przy obecnych ulicach Biskupa Tomasza I i Ptasiej ogrody, natomiast teren placu stanowił łąkę na ich tyłach. Około 1860 roku wschodnia część terenu obecnego placu została przypisana do istniejącego obok innego placu, jako jego poszerzenie. Plac ten nosił ówcześnie nazwę Roßsplatz (współcześnie Plac Stanisława Staszica), która odnosiła się do istniejącego tu targu końskiego Roßmarkt. Natomiast zachodnią część terenu urządzono jako skwer położony przy wybudowanym tu ogrodzie rozrywkowym obejmującym między innymi tzw. Kępą Strzelecką (stąd niemiecka nazwa placu Schießwerder). 
Samodzielny plac w obecnym kształcie został utworzony w 1876 r., gdy wytyczono sąsiedni plac – Roßsplatz (współcześnie Plac Stanisława Staszica) – w kształcie zbliżonym do trójkąta, a plac Strzelecki stał się odrębnym, samodzielnym placem. Miał on kształt nieregularnego, wydłużonego prostokąta o wymiarach około 250 m na 100 m. Pośrodku urządzono zieleniec. Od lat 40. do lat 90. XIX wieku zabudowano kamienicami pierzeję południową i północną placu. W 1913 roku dawna willa z 1860 roku mieszcząca się pod numerem 20 została przebudowana na potrzeby klasztoru sióstr elżbietanek. Projekt wykonała spółka Querkott & Föhre. Po 1945 roku budynek został przebudowany. Współcześnie mieści się w tym budynku między innymi Policealne Studium Zawodowe Informatyki. 
W 2011 r. dokonano rewitalizacji placu podczas której wykonano między innymi plac zabaw dla dzieci i miejsce rekreacji dla dorosłych . Zachodnia część terenu od strony ulicy Kurkowej została zabudowana budynkiem przy placu Strzeleckim 25, do którego między innymi przeniesiono część wrocławskiego oddziału Instytutu Pamięci Narodowej . Natomiast w latach 2015-2017 pod numerem 24 zrealizowano budynek Medicus.

## Nazwy
W swojej historii plac nosił następujące nazwy:
- Roßsplatz, jako część obecnego placu Stanisława Staszica, do ok. 1880 r.[3][10][11]
- Schießwerder Platz (Schiesswerderplatz), od ok. 1880 r.[1][3]
- Karola Marksa[1],
- Plac Strzelecki[1][3].

## Patroni i odniesienia nazw
Plac nosił nazwy odnoszące się do następujących faktów lub upamiętniające następujących patronów: 
Roßsplatznazwa ta przypisana była terenowi, który współcześnie obejmuje dwa odrębne place, odnosiła się do działającego tu targu końskiego Roßmarkt,
Schießwerdernazwa istniejącej tu niegdyś strzelnicy miejskiej,
Karol Marksurodzony 5.05.1818 r. w Trewirze, zmarł 14.03.1883 r. w Londynie, niemiecki filozof, socjolog, ekonomista, historyk, dziennikarz i działacz rewolucyjny, był twórca socjalizmu naukowego, oraz współzałożycielem I Międzynarodówki ,
Strzeleckiupamiętnia strzelectwo i działające tu towarzystwo strzeleckie, a przede wszystkim fakt istnienia w tym miejscu strzelnicy miejskiej (Schießwerder); do faktu upamiętnienia towarzystwa strzeleckiego i związku tego miejsca ze strzelectwem odnosi się także nazwa wybiegającej z placu ulicy - ulica Kurkowa.

## Ulice
Do placu przypisane są ulice o długości 336 m.
Ulice i place wokół Placu Strzeleckiego:
- Łowiecka (Schützenstrasse), ulica[1][14][15][16],
- Kurkowa, ulica[1][17],
- Podwórcowa, ulica[18],
- Pomorska (Kuhgase, Rosenthalerstrasse), ulica[19][20][21][22],
- Ptasia, ulica[23],
- Staszica Stanisława (Rossplatz, Benderplatz), plac[1][3][10][11][24][25][26].

## Obiekty

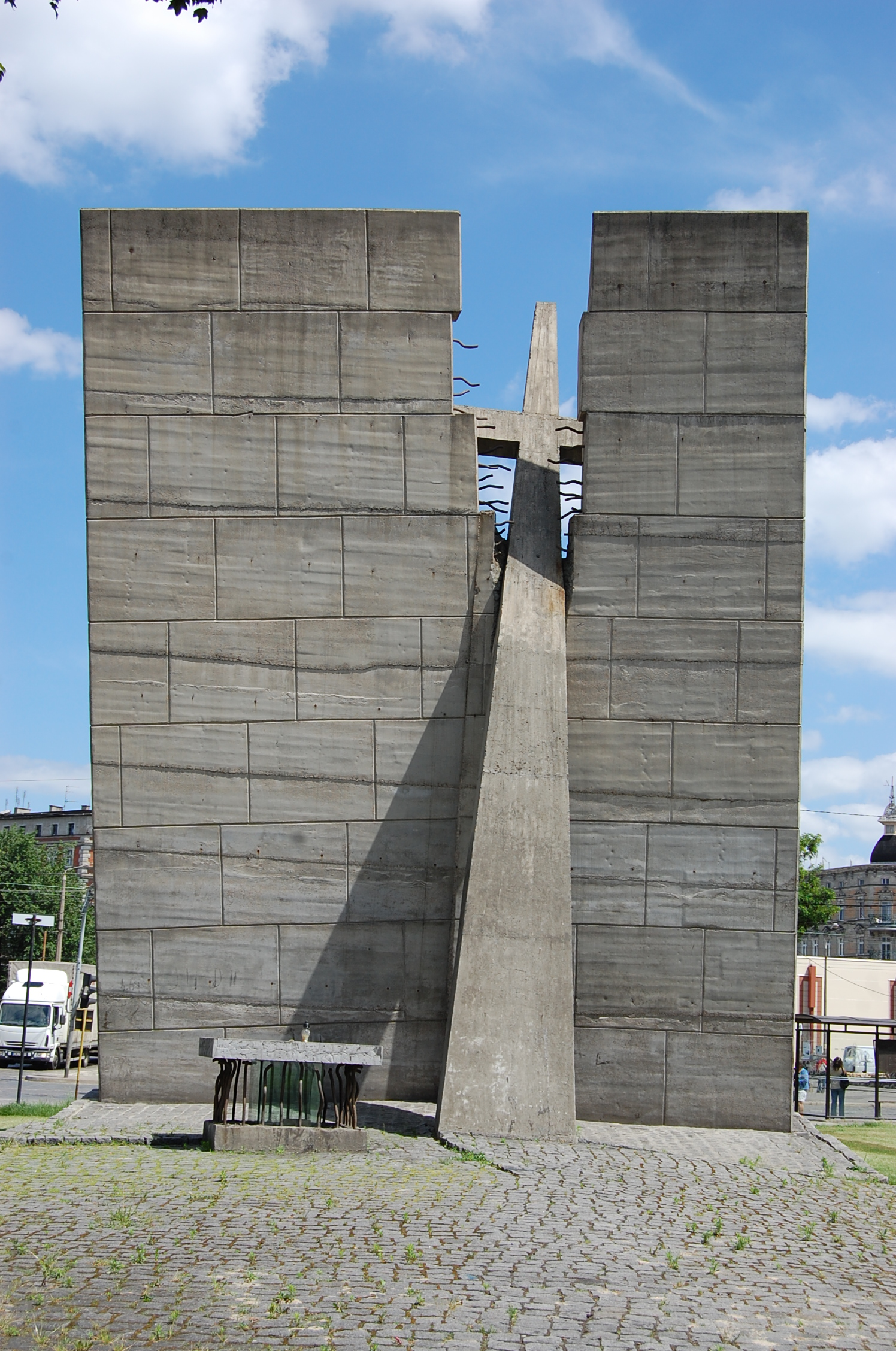
Pomnik Zesłańcom Sybiru.

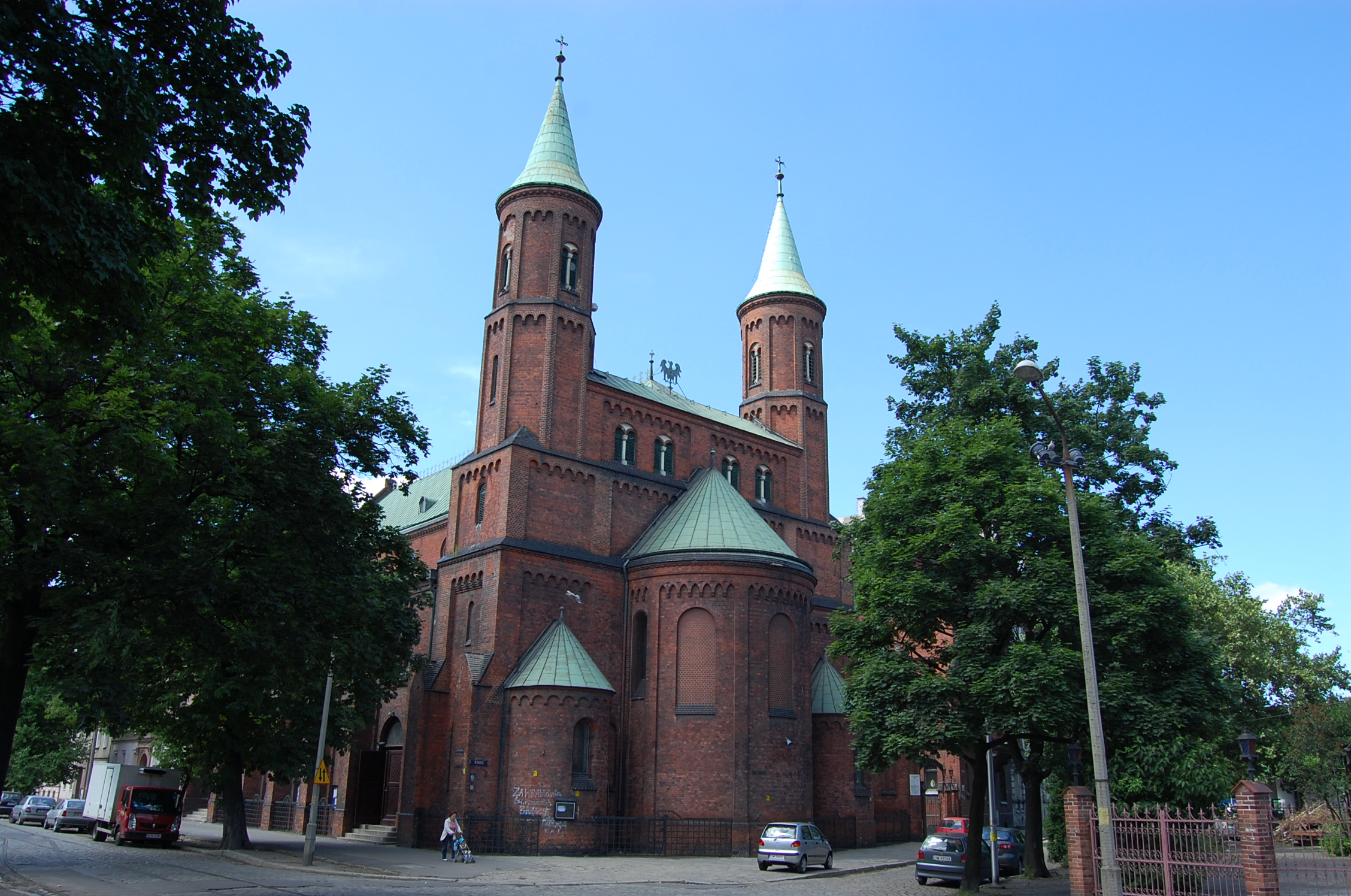
Kościół.

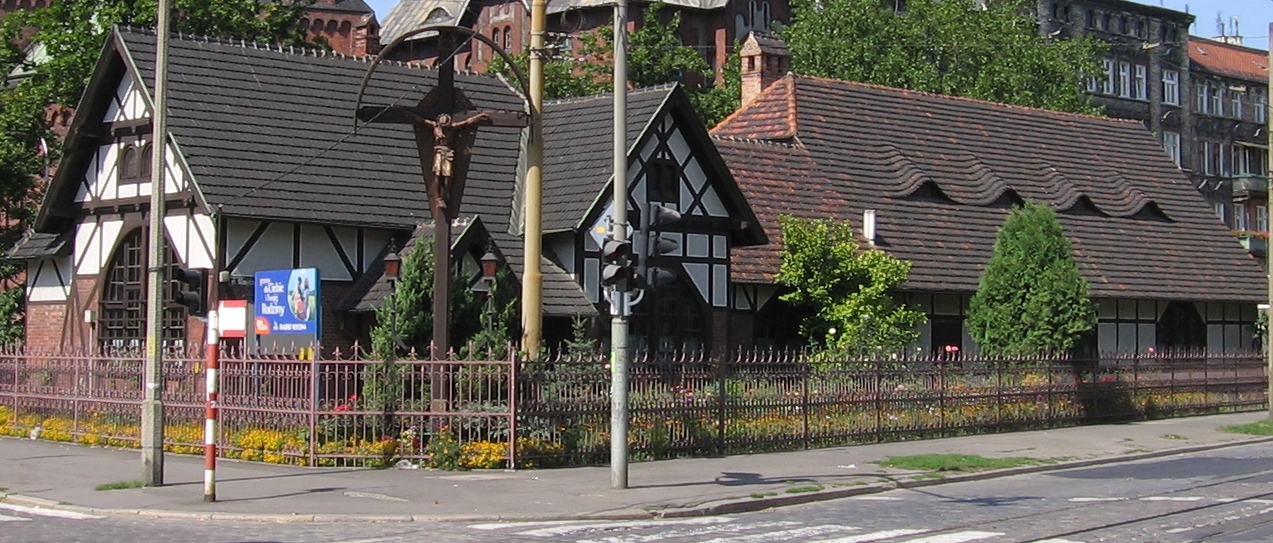
Wrocław Wąskotorowy.

### Skwer Sybiraków
Skwer utworzony jest w ramach zieleńca otoczonego północną i południową jezdnią placu, od wschodu jezdnią Placu Stanisława Staszica, a od zachodu budynkiem biurowym. Zagospodarowanie skweru obejmuje oprócz alejek spacerowych, ławek, także plac zabaw dla dzieci oraz Pomnik Zesłańcom Sybiru  .

### Pomnik Zesłańcom Sybiru
Pomnik położony na Placu Strzeleckim w obrębie Skweru Sybiraków poświęcony zesłańcom wysłanym na Syberię. Sylwetka pomnika, o wysokości 12 metrów, przedstawia krzyż łaciński przebijający mur .

### Kępa Strzelecka
Istniejąca tu niegdyś strzelnica o nazwie Schiesswerder. Ten obiekt współcześnie nie istnieje. 

### Biurowiec IPN
W zachodniej części przy placu Strzeleckim 25 wybudowano biurowiec, do którego między innymi przeniesiono część wrocławskiego oddziału Instytutu Pamięci Narodowej . Budynek ma 5 kondygnacji. Oferuje około 4.000 m² powierzchni, w tym powierzchnie biurowe na kondygnacjach od 1 do 4, oraz około 720 m² powierzchni handlowej na parterze. W kondygnacji piwnic zlokalizowano parking dla samochodów .

### Budynek Medicus
Obok wyżej opisanego obiektu zbudowano budynek Centrum Medycznego Medicus przy placu Strzeleckim 24. Ma on cztery kondygnacje nadziemne i jedną podziemną. Powierzchnia użytkowa wynosi 6.979 m². Obejmuje powierzchnie przeznaczone na szeroko rozumiane usługi medyczne oraz biurowe. Projekt obiektu powstał w biurze architektonicznym JSK Architekci z Warszawy, a generalnym wykonawcą było Przedsiębiorstwo Budowlane Alfa-Dach.

### Inne obiekty
W bezpośrednim sąsiedztwie placu Strzeleckiego, ale z adresami przypisanymi do placu Stanisława Staszica, położona są także następujące obiekty zabytkowe:
- kościół Świętego Bonifacego (St. Bonifatius Kirche), plac Stanisława Staszica 2[3][30] [31][32][33],
- plebania, pl. Stanisława Staszica 4[33]
- dworzec Wrocławsko-Trzebnicko-Prusickiej Kolei Wąskotorowej, plac Stanisława Staszica 4a[3][34][35][36][37],

Ponadto na zachód od placu rozciągają się tereny Elektrociepłowni Wrocław położonej przy ulicy Łowieckiej 24 .